# Понтианак (султанат)
Султанат Понтианак (малайск. Kesultanan Pontianak) — государство, существовавшее на западном побережье острова Калимантан с конца XVIII века до 1950 года. Столицей султаната был город Понтианак. Основным населением были малайцы, основной религией — ислам.

## История
Султанат был основан в 1771 году выходцами из Хадрамаут, возглавляемыми сеидом Абдуррахман Алькадри, потомком имама Али ар-Рида. На Калимантане Абдуррахман Алькадри вступил в политический брак сначала с дочерью правителя княжества Мемпава, а затем — с дочерью банджарского султана. В 1779 году султанат был признан голландской Ост-Индской компанией и попал под её сюзеренитет. В том же году был построен султанский дворец Кадария.
Султанат поддерживал хорошие дипломатические отношения с Республикой Ланьфан.
Во время японской оккупации Индонезии султан Шериф Мухаммад Алькадри был казнён японцами вместе с двумя своими сыновьями.
Последним султаном Понтианака стал Шериф Хамид II Алькадри. Во время войны за независимость Индонезии он активно сотрудничал с нидерландскими властями. Итогом этого сотрудничества стало создание государственного образования Западный Калимантан и его включение в состав Соединённых Штатов Индонезии (СШИ) в качестве автономии; основу территории Западного Калимантана составил Понтианак. В 1950 году, после ликвидации СШИ, Западный Калимантан стал провинцией Индонезии, а султаны Понтианака потеряли фактическую власть над территорией султаната, оставшись церемониальными правителями.

## Список султанов Понтианака[2]

### Правящие султаны

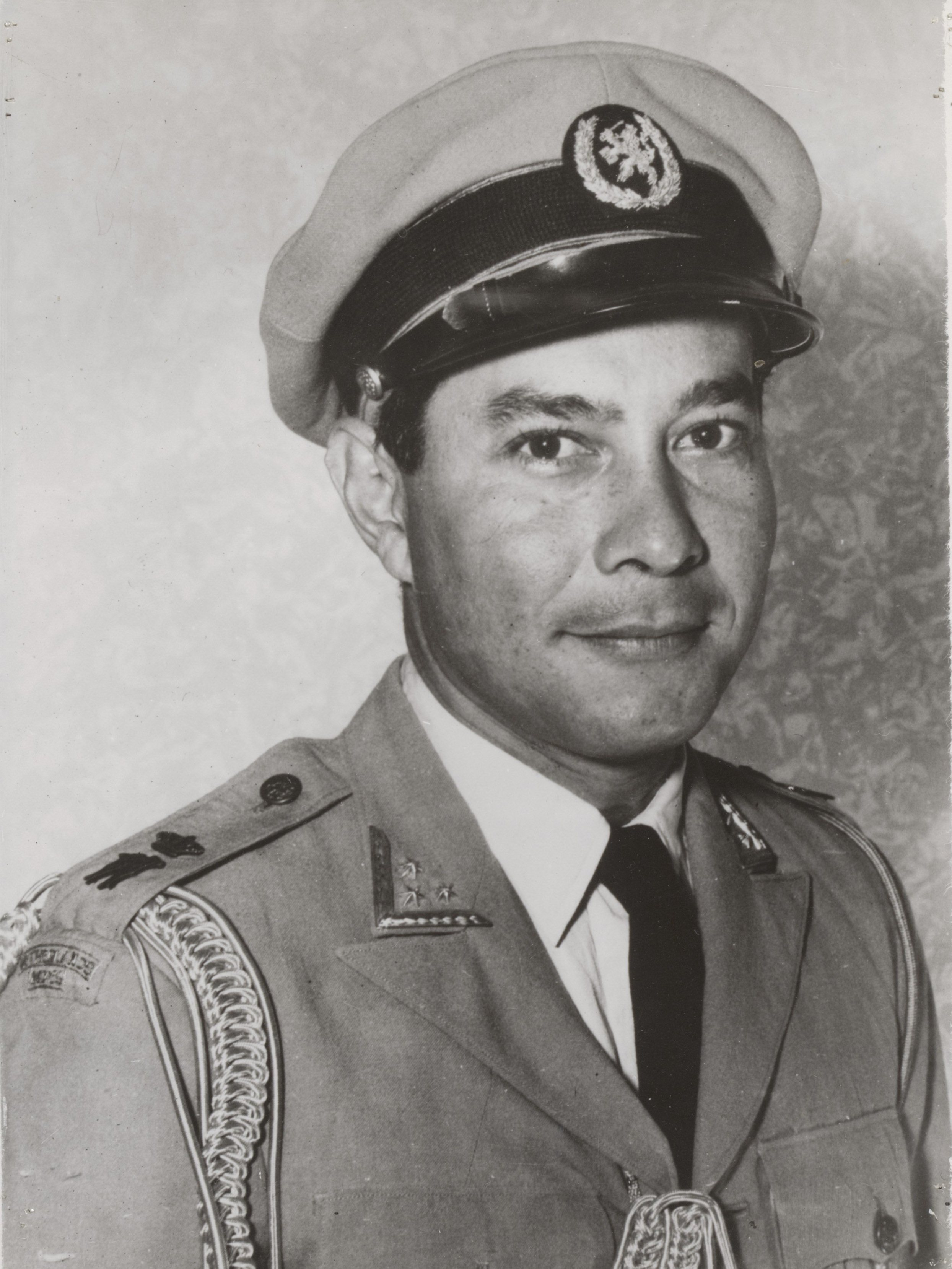
Шериф Хамид II Алькадри

| Имя | Имя                        | Период правления                            |
| --- | -------------------------- | ------------------------------------------- |
| 1   | Шериф Абдуррахман Алькадри | 1 сентября 1778 года - 28 февраля 1808 года |
| 2   | Шериф Касим Алькадри       | 28 февраля 1808 года - 25 февраля 1819 года |
| 3   | Шериф Осман Алькадри       | 25 февраля 1819 года - 12 апреля 1855 года  |
| 4   | Шериф Хамид I Алькадри     | 12 апреля 1855 года - 22 августа 1872 года  |
| 5   | Шериф Юсуф Алькадри        | 22 августа 1872 года - 15 марта 1895 года   |
| 6   | Шериф Мухаммад Алькадри    | 15 марта 1895 года - 24 июня 1944 года      |
| *   | Междуцарствие              | 24 июня 1944 года - 29 октября 1945 года    |
| 7   | Шериф Хамид II Алькадри    | 29 октября 1945 года - 5 апреля 1950 года   |

### Церемониальные султаны
| Имя | Имя                     | Период правления                         |
| --- | ----------------------- | ---------------------------------------- |
| 7   | Шериф Хамид II Алькадри | 5 апреля 1950 года - 30 марта 1978 года  |
| *   | Междуцарствие           | 30 марта 1978 года - 15 января 2004 года |
| 8   | Шериф Махмуд Алькадри   | 15 января 2004 года - н.в.               |